# Stævnemødet
Stævnemødet er en kortfilm fra 1998 instrueret af Mads Tobias Olsen efter eget manuskript.

## Handling
Emma leder efter en mand, der er mere ridderlig end liderlig. Albert leder efter endnu en at score, så han inviterer hende ud at spise. Emma vælger en mystisk bulgarsk restaurant, hvor husets rødvin er en alvorlig sag. Men hvor kommer de tre revolvermænd egentlig ind i billedet? Det bliver et stævnemøde Albert sent vil glemme.